# Мизъри Спикс
„Мизъри Спикс“ (на английски: Misery Speaks) е немска мелодична дет метъл група от Мюнстер, чийто стил се основава на Гьотеборгската школа.

## История на групата
Групата „Мизъри Спикс“ е създадена през 1999 г., въпреки че сравнително постоянен състав се появява едва около 2001 г. В този момент групата се състои от певеца Клаус Улка, басиста Олаф Пиецки, барабаниста Янош Ратмер и китаристите Флориан Фюнтман и Стефан Гал. Те записат първия си албум Things Fall Apart сами през 2003 г. и успяват да накарат Unstoppable Media да го разпространява. Предимно добрите отзиви им дносят предложения за изява и така изнасят концерти като подгряваяща група на Napalm Death, Vader, disbelief, Dew-Scented и Heaven Shall Burn.
Малко след като Олаф Пиецки напуска групата през 2004 г. и е заменен от Паскал Берке (бивш Dawn of Insanity), „Мизъри Спикс“ отново записва самостоятелно EP, което е използвано за популяризиране на нейната музика, под името Demo 2005. Така през март 2006 г. групата получава звукозаписна сделка с Alveran Records. Паскал Берке е заменен от Мартин Гросман на баса поради проблеми с графика. След това песните, които вече са използвани за EP-то, и други материали, са презаписани в Rape of Harmony Studio за компактдиск, който е миксиран от Дан Суоно. На 23 юни 2006 г. излиза едноименният албум.
През май 2007 г. се провеждат записи отново в студиото Rape of Harmony за новия албум Catalog of Carnage, чийто микс отново е направен от Дан Суоно. Изданието се състои на 25 януари 2008 г. от лейбъла Drakkar Entertainment. Година по-късно излиза албумът Disciples of Doom.
През ноември 2009 г. групата обявява своя край, който трябва да последва прощално турне през 2010 г. Въпреки това поради слаби предварителни продажби турнето е отменено и намалено до прощалния концерт на 13 февруари 2010 г. в Мюнстер.

## Състав на групата
- Мартин Гросман, бас
- Янош Ратмер, барабани
- Стефан Гал, китари
- Пшемек, вокали
- Флориан Фюнтман, китари, бас (1999 – 2009)

## Дискография
- 2000: Plagues of Paradise
- 2001: Psycho Trauma Phobia
- 2004: Things Fall Apart
- 2005: Demo 2005
- 2006: Misery Speaks
- 2008: Catalogue of Carnage
- 2009: Disciples of Doom